# زمین اوفر
زمین اوفِر (به انگلیسی: Ufer ground) یک روش اتصال-به-زمین الکتریکی است که در طول جنگ جهانی دوم توسعه یافته است. برای بهبود اتصال-به-زمین در مناطق خشک از یک الکترود محصورشده با بتن استفاده می‌کند. از این فنّ در ساخت پِی‌های بتنی استفاده می‌شود.

## تاریخچه
در طول جنگ جهانی دوم، ارتش ایالات متحده به یک سامانه اتصال-به-زمین برای انبارهای ذخیره بمب در نزدیکی توسان و فلگ استاف، آریزونا نیاز داشت. سامانه‌های اتصال-به-زمین معمولی در این مکان به خوبی کار نمی‌کردند زیرا زمین بیابانی فاقد سطح آب و بارندگی بسیار کم بود. شرایط بسیار خشک خاک مستلزم آن بود که صدها فوت میله به داخل زمین رانده شود تا زمینی با امپدانس کم برای محافظت از ساختمان‌ها در برابر برخورد صاعقه ایجاد شود.
در سال ۱۹۴۲، هربرت جی اوفر مشاوری بود که برای ارتش ایالات متحده کار می‌کرد. اوفر وظیفه یافتن هزینه کمتر و جایگزینی کاربردی تر برای زمین‌هایی با میله مسی سنتی برای این مکان‌های خشک را بر عهده گرفت. اوفر کشف کرد که بتن رسانایی بهتری نسبت به بسیاری از انواع خاک دارد. اوفر سپس یک طرح اتصال-به-زمین مبتنی‌بر محصورسازی رساناهای اتصال-به-زمین در بتن ایجاد کرد. این روش بسیار مؤثر بود و در سراسر سایت آزمایشی آریزونا اجرا شد.
پس از جنگ، اوفر به آزمایش روش اتصال-به-زمین خود ادامه داد و نتایج او در مقاله‌ای که در کنفرانس فنی لوازم خانگی IEEE در سال ۱۹۶۳ ارائه شد، منتشر شد. استفاده از رساناهای اتصال-به-زمین محصورشده بتنی در سال ۱۹۶۸ به قانون ملی برق ایالات متحده (اِن‌ئی‌سی) اضافه شد. در صورت وجود لوله آب یا سایر الکترودهای اتصال-به-زمین، نیازی به استفاده از آن نبود. در سال ۱۹۷۸، اِن‌ئی‌سی اجازه داد از میلگرد ۱/۲ اینچی به عنوان الکترود اتصال-به-زمین استفاده شود [NEC 250.52(A)(3)]. اِن‌ئی‌سی به جای استفاده از نام زمین اوفر به این نوع زمین به عنوان «الکترود محصور شده بتنی» (CEE) اشاره می‌کند.
در طول سال‌ها، اصطلاح «زمین اوفر» مترادف با استفاده از هر نوع رسانا اتصال-به-زمین محصورشدهٔ بتنی شده است، خواه مطابق با طرح اتصال-به-زمین اولیه اوفر باشد یا نه.

## ساختُ‌ساز
بتن به‌طور طبیعی بازی است (پی‌اچ بالایی دارد). اوفر مشاهده کرد که این بدان معنی است که منبع آماده ای از یون‌ها دارد و بنابراین زمین الکتریکی بهتری را نسبت به هر نوع خاکی فراهم می‌کند. اوفر همچنین دریافت که خاک اطراف بتن «آلایش» شده است و افزایش پی‌اچ آن باعث کاهش امپدانس کلی خود خاک می‌شود. محفظه بتنی همچنین سطح اتصال بین رسانا اتصال-به-زمین و خاک اطراف را افزایش می‌دهد که به کاهش امپدانس کلی اتصال نیز کمک می‌کند.
طرح اتصال-به-زمین اولیه اوفر از مس پوشیده شده در بتن استفاده می‌کرد. با این حال، پی‌اچ بالای بتن اغلب باعث خرد شدن و پوسته پوسته شدن مس می‌شود. به همین دلیل اغلب به جای مس از فولاد استفاده می‌شود.
هنگامی که خانه‌ها بر روی دال‌های بتنی ساخته می‌شوند، معمول است که یک سر میل‌گرد را در مکانی مناسب از بتن بیرون بیاورید تا یک نقطه اتصال آسان برای الکترود اتصال-به-زمین ایجاد شود.
زمین‌های اوفر، در صورت وجود، بر استفاده از میله‌های اتصال-به-زمین ترجیح داده می‌شوند. در برخی مناطق (مانند دموین، آیووا) زمین‌های اوفر برای همه ساختمان‌های مسکونی و تجاری مورد نیاز است. رسانندگی خاک معمولاً تعیین می‌کند که آیا زمین‌های اوفر در هر منطقه خاص مورد نیاز است یا خیر.
یک زمین اوفر با حداقل ابعاد مشخص‌شده توسط کد ملی برق ایالات متحده به‌عنوان الکترود اتصال-به-زمین شناخته می‌شود. رساناهای اتصال-به-زمین باید پوشش کافی توسط بتن برای جلوگیری از آسیب در هنگام دفع صاعقه با جریان بالا داشته باشند.
نقطه ضعف زمین‌های اوفر این است که رطوبت موجود در بتن می‌تواند در هنگام برخورد صاعقه یا شرایط مشابه خرابی انرژی بالا به سرعت به بخار شود. این می‌تواند بتن اطراف را ترک دهد و به پِی ساختمان آسیب برساند.